# Akademia Piotrkowska
Akademia Piotrkowska – publiczna uczelnia akademicka w Piotrkowie Trybunalskim, powstała 1 czerwca 2023.

## Historia
Początki istnienia ośrodka akademickiego w Piotrkowie Trybunalskim sięgają 1981 roku, kiedy to powstał Piotrkowski Wydział Zamiejscowy Wyższej Szkoły Pedagogicznej im. Jana Kochanowskiego w Kielcach, na bazie Oddziału Instytutu Kształcenia Nauczycieli w Piotrkowie Trybunalskim.
Pierwszym kierunkiem kształcenia było nauczanie początkowe na 3-letnich studiach zawodowych.
5 kwietnia 2023 prezydent Andrzej Duda podpisał ustawę o utworzeniu na bazie filii samodzielnej uczelni – Akademii Piotrkowskiej, która weszła w życie 1 czerwca 2023. Minister edukacji i nauki Przemysław Czarnek na rektora nowej Akademii wyznaczył Dariusza Roguta.

## Kierunki kształcenia
Uczelnia prowadzi studia pierwszego i drugiego stopnia na profilach praktycznych oraz ogólnoakademickich na 11 kierunkach.
Dostępne kierunki:
- Administracja (studia I i II stopnia)
- Administration (studia I stopnia)
- Bezpieczeństwo narodowe (studia I i II stopnia)
- Ekonomia (studia I stopnia)
- Filologia angielska (studia I i II stopnia)
- Finanse i rachunkowość (studia I i II stopnia)
- Historia (studia I i II stopnia)
- Logistyka (studia I stopnia)
- Pedagogika (studia I i II stopnia)
- Pedagogika przedszkolna i wczesnoszkolna (studia jednolite magisterskie)
- Pedagogika specjalna (studia jednolite magisterskie)
- Pielęgniarstwo (studia I stopnia)
- Zarządzanie (studia I stopnia)

## Władze uczelni[5]
- Rektor – dr hab. Jacek Bonarek, prof. AP
- Prorektor ds. nauki i rozwoju – dr hab. Wojciech Baran-Kozłowski, prof. AP
- Prorektor ds. kształcenia – wakat
- Prorektor ds. studenckich – dr hab. Joanna Majchrzyk-Mikuła, prof. AP
- Prorektor ds. współpracy środowiskowej – dr hab. Konrad Składowski, prof. AP
- Kanclerz – mgr Elżbieta Wojtak-Siwik
- Kwestor – mgr Ewa Siuto

## Struktura uczelni
- Wydział Nauk Społecznych
  - Zakład Bezpieczeństwa
  - Zakład Zarządzania i Logistyki
  - Zakład Pedagogiki
  - Zakład Pielęgniarstwa
  - Zakład Ekonomii i Finansów
- Wydział Humanistyczno-Administracyjny
  - Zakład Administracyjno-Prawny
  - Zakład Neofilologii
  - Zakład Historii
- Instytut Historii
- Instytut Pedagogiki
- Instytut Nauk o Bezpieczeństwie
- Studium Języków Obcych i Wychowania Fizycznego i Sportu

## Dom studenta
Dom Studenta „Olimp” posiada 168 miejsca noclegowe w samodzielnych pokojach dwuosobowych z łazienkami, oraz w pokojach 1 i 3 osobowych zlokalizowanych w segmentach z łazienkami. Każdy pokój posiada dostęp do internetu. Do dyspozycji studentów w budynku znajduje się stołówka, pralnia, pomieszczenia kuchenne na każdym piętrze oraz świetlica.